# Aprionus longipennis
Aprionus longipennis är en tvåvingeart som först beskrevs av Ephraim Porter Felt 1908.  Aprionus longipennis ingår i släktet Aprionus och familjen gallmyggor.
Artens utbredningsområde är New York. Inga underarter finns listade i Catalogue of Life.